# 陳澤霖
陳澤霖（？—？），直隸省天津府天津縣人，清朝政治人物、進士出身。

## 生平
光緒十五年（1889年），参加光緒己丑科殿試，登進士二甲42名。同年五月，著主事，分部学习。光绪二十六年，陳澤霖在江西招募壮勇10营，驰赴江北驻扎，编为武卫先锋右军。同年五月，以江西按察使率兵进入天津卫，担任武卫先锋右军右路统领。八国联军进攻武清时，他因临阵脱逃被革职。